# La vita è (singolo)
La vita è è un singolo del cantautore italiano Nek, l'ultimo estratto dall'album omonimo e pubblicato nel settembre 2000.

## La canzone
Il brano vuole essere una sorta di ringraziamento per la buona sorte che ha per la prima volta fatto trovare all'autore una donna tanto speciale, rendendosene conto solamente ora.
La vita è, oltre ad essere tra le preferite dei fan, riscuote un discreto successo anche verso un pubblico sinora distante da Nek grazie al remix degli Eiffel 65 pubblicato lo stesso anno. Il brano è stato inoltre reinterpretato in lingua polacca dai Power Play ed intitolato Gdy jesteś ze mną.

## Tracce
CD singolo, download digitale
1. La vita è – 4:19
2. La vida es (versione spagnola) – 4:19

Durata totale: 8:38
Eiffel 65 remix
1. La vita è – 4:22
2. La vida es (versione spagnola) – 4:22

Durata totale: 8:44

## Classifiche
| Classifica (2000) | Posizione raggiunta |
| ----------------- | ------------------- |
| Germania          | 100                 |
| Italia            | 26                  |